# 戸越八幡神社
戸越八幡神社（とごしはちまんじんじゃ）は、東京都品川区戸越にある神社。旧戸越村の鎮守。登記上の宗教法人名称は八幡神社（はちまんじんじゃ）。

## 由緒
当神社は大永6年（1526年）に行永法師という諸国を行脚していた僧が、村内の藪清水池水源地に誉田別命（応神天皇、八幡神）の神体が出現したのを見つけたので、草庵を作り、またそこに京都・石清水八幡宮から分霊を勧請して共に祀ったのが始まりであるといわれている。人々が祈願するとたちまちにかなうといわれていたので、成就庵と呼ばれた。
その後文禄元年（1593年）に、近隣にある別当寺だった行慶寺の開山・念誉によって、成就庵のところに八幡神社を建立してご神体を阿弥陀如来と共に祀ったといわれている。その後、元禄元年に現在地に移転された。別当は明治時代に神仏分離令により廃止された。
社殿は200年ほど前に建立されたもので、安政2年（1855年）に改築されたものである。現在でも地元の人々から信仰を得ている。

### 戸越の名のおこり
たちまちに願いがかなうと言う成就庵の評判を歌った古歌に
「江戸越えて　清水の上の成就庵　ねがひの糸の　とけぬ日はなし」
という詠がある。成就庵は戸越八幡神社の起源となった草庵である。ここに詠まれているようにこの地は江戸越えの村であるということから、「江戸越」(えどごえ)がやがて「戸越」という地名になったと伝えられている。
（ エトゴエ あるいは ヤトゴエ　⇒　トゴエ　⇒　トゴシ ）
江戸時代の文書では戸越は「トゴエ」と表記されており、地理的には戸越の台地から北に位置する目黒川の起伏差は20メートルほど下り、小さな山あり谷ありの斜面の地形で、この地形は谷戸（ヤト）と言われ、谷戸を越えた土地と語る郷土史家の説もある。

## 境内社

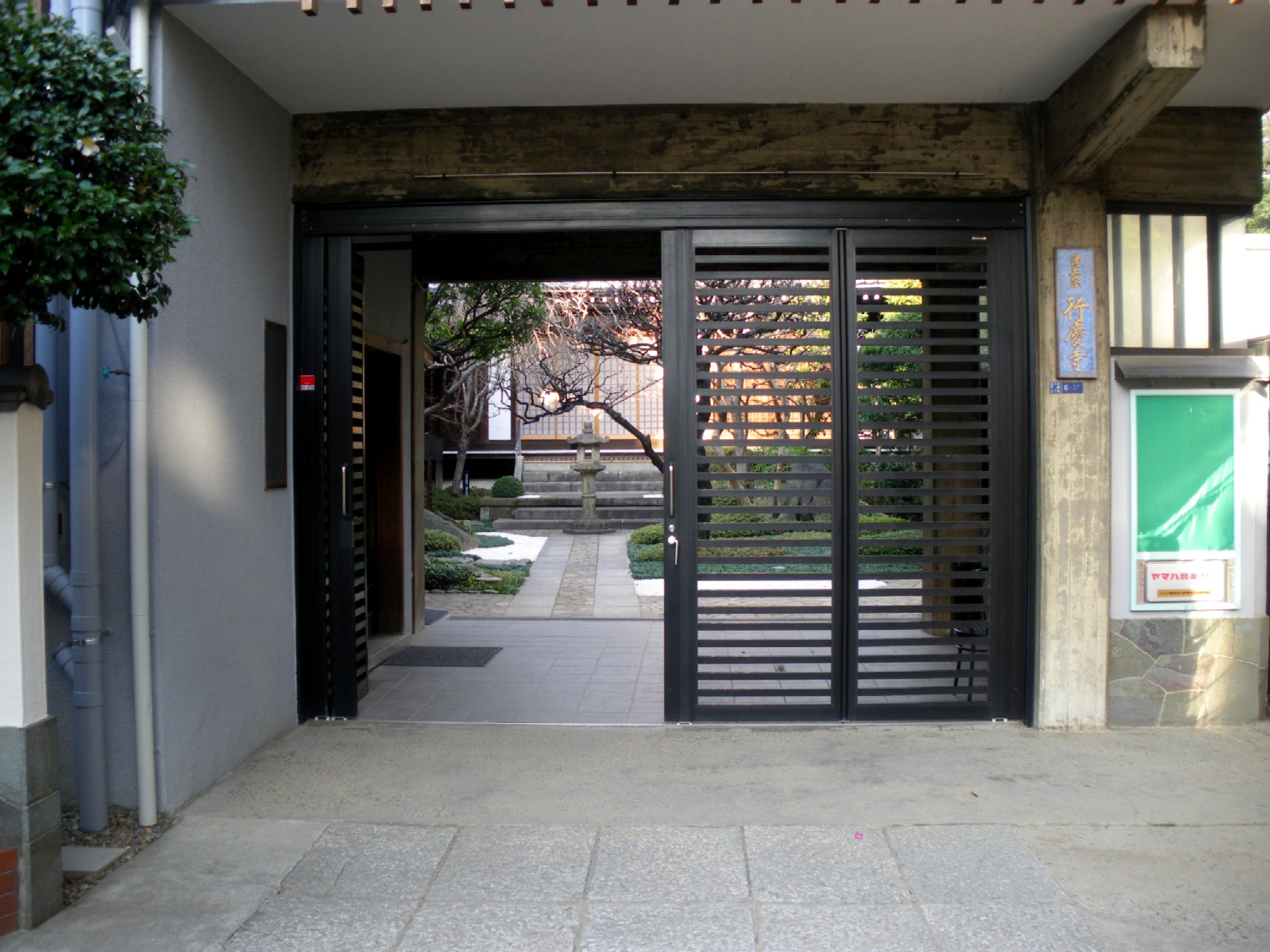
別当だった行慶寺。戸越八幡神社に隣接してある。

- 春日社
- 稲荷社

## アクセス
- 都営地下鉄浅草線・戸越駅より徒歩約8分
- 東急池上線・戸越銀座駅より徒歩約10分
- 東急大井町線・戸越公園駅より徒歩約10分
- 拝観は無料。